# Kroatische Leichtathletik-Hallenmeisterschaften 2023
Die Kroatischen Leichtathletik-Hallenmeisterschaften 2023 wurden vom 18. bis zum 19. Februar in der Velesajam Hall in der Hauptstadt Zagreb ausgetragen. Die Mehrkampfbewerbe wurden eine Woche darauf an derselben Stelle abgehalten.

## Medaillengewinner

### Männer
| Disziplin         | Gold                                                          | Leistung       | Silber                                                             | Leistung        | Bronze              | Leistung       |
| ----------------- | ------------------------------------------------------------- | -------------- | ------------------------------------------------------------------ | --------------- | ------------------- | -------------- |
| 60 m              | Zvonimir Ivašković                                            | 6,85 s SB      | Toma Batistić                                                      | 7,04 s          | Jakov Raguž         | 7,08 s SB      |
| 400 m             | Mateo Ružić                                                   | 48,45 s SB     | Karlo Videka                                                       | 49,02 s PB      | Andrej Belčić       | 49,64 s PB     |
| 800 m             | Marino Bloudek                                                | 1:48,21 min PB | Nino Jambrešić                                                     | 1:50,84 min PB  | Karlo Videka        | 1:51,34 min PB |
| 1500 m            | Nino Jambrešić                                                | 3:49,40 min PB | Ivan Vojnović                                                      | 3:56,36 min     | Marian Bakšić       | 4:05,81 min    |
| 3000 m            | Sven Franjković                                               | 8:37,31 min PB | Matko Belčić                                                       | 8:47,27 min PB  | David Posavec       | 8:49,95 min PB |
| 5000 m            | Dorian Miškulin                                               | 14:51,36 min   | Lovro Nedeljković                                                  | 15:16,25 min PB |                     |                |
| 60 m Hürden       | Lukas Cik                                                     | 8,27 s         | Jurica Kovačić                                                     | 8,43 s PB       | Zvonimir Tirić      | 8,59 s         |
| 4 × 400 m Staffel | Agram Zagreb Jakov Raguž Vito Fadini Vito Kovačić Mateo Ružić | 3:21,62 min    | AK Zagreb Mateo Belošić Ivan Vojnović Mateo Parlov Franko Novokmet | 3:22,11 min     |                     |                |
| Hochsprung        | Alen Melon                                                    | 2,15 m         | Filip Mrčić                                                        | 2,15 m PB       | Martin Mlinarić     | 2,09 m SB      |
| Stabhochsprung    | Ivan Paravac                                                  | 5,31 m         | Ivan Horvat                                                        | 5,21 m          | Ivan Geronimo Šerić | 5,01 m         |
| Weitsprung        | Filip Pravdica                                                | 7,69 m SB      | Luka Ćurković                                                      | 7,46 m          | Vito Kovačić        | 7,33 m PB      |
| Dreisprung        | Filip Kozina                                                  | 15,37 m PB     | Alen Melon                                                         | 14,28 m         | Vito Kovačić        | 13,91 m        |
| Kugelstoßen       | Martin Marković                                               | 17,42 m        |                                                                    |                 |                     |                |
| Siebenkampf       | Zvonimir Tirić                                                | 4754 Punkte PB |                                                                    |                 |                     |                |

### Frauen
| Disziplin         | Gold                                                                | Leistung        | Silber                                                                    | Leistung        | Bronze                                                        | Leistung        |
| ----------------- | ------------------------------------------------------------------- | --------------- | ------------------------------------------------------------------------- | --------------- | ------------------------------------------------------------- | --------------- |
| 60 m              | Mia Wild                                                            | 7,47 s PB       | Vita Penezić                                                              | 7,53 s          | Margareta Risek                                               | 7,58 s =PB      |
| 400 m             | Veronika Drljačić                                                   | 53,56 s PB      | Natalija Švenda                                                           | 56,11 s PB      | Anja Ramić                                                    | 56,68 s PB      |
| 800 m             | Nina Vuković                                                        | 2:06,99 min     | Klara Andrijašević                                                        | 2:08,75 min PB  | Kristina Dudek                                                | 2:09,11 min PB  |
| 1500 m            | Klara Andrijašević                                                  | 4:26,67 min     | Lorena Bartaković                                                         | 4:33,25 min     | Tena Marodi                                                   | 4:38,25 min PB  |
| 3000 m            | Bojana Bjeljac                                                      | 9:16,20 min     | Sandra Šrut                                                               | 9:40,59 min PB  | Tea Faber                                                     | 9:58,68 min     |
| 5000 m            | Bojana Bjeljac                                                      | 15:37,98 min NR | Ana Štefulj                                                               | 17:12,33 min PB | Tea Faber                                                     | 17:45,81 min PB |
| 60 m Hürden       | Lucija Grd                                                          | 8,22 s          | Klara Koščak                                                              | 8,31 s          | Mia Wild                                                      | 8,43 s PB       |
| 4 × 400 m Staffel | AK Zagreb Tena Martinec Kristina Dudek Natalija Švenda Nina Vuković | 3:44,07 min     | AK Dinamo Zrinjevac Josipa Cecić Olja Galić Klara Kapac Veronika Drljačić | 3:47,73 min     | Agram Zagreb Vita Penezić Dora Dent Lara Klojčnik Laura Matko | 3:55,15 min     |
| Hochsprung        | Jana Koščak                                                         | 1,91 m PB       | Sara Aščić Tihana Jeletić                                                 | 1,75 m          |                                                               |                 |
| Stabhochsprung    | Lara Juriša                                                         | 4,02 m          | Lea Bubalo                                                                | 3,70 m PB       | Barbara Crnjac                                                | 3,60 m          |
| Weitsprung        | Klara Barnjak                                                       | 6,11 m          | Magdalena Perić                                                           | 5,92 m PB       | Danijela Jelić                                                | 5,84 m          |
| Dreisprung        | Paola Borović                                                       | 13,10 m         | Marija Ivanković                                                          | 12,77 m SB      | Magdalena Perić                                               | 12,31 m         |
| Kugelstoßen       | Lucija Leko                                                         | 13,66 m PB      | Viktorija Vujović                                                         | 12,88 m PB      | Ivana Vojnović                                                | 11,37 m         |
| Fünfkampf         | Ida Šimunčić                                                        | 3310 Punkte PB  | Anja Ramić                                                                | 3087 Punkte PB  |                                                               |                 |